# Kesteven 32
Kesteven 32, abreviado como Kes 32 y llamado también SNR G332.4+00.1, G332.4+0.1 y MSH 16-51, es un resto de supernova que se localiza en la constelación de Norma.

## Morfología
Kesteven 32 está situado en un complicado campo del cielo. En su localización, nuestra línea de visión es tangencial al brazo espiral de Norma. Al suroeste se encuentra el resto de supernova G332.0+0.2 y a 30 minutos de arco al sureste está RCW 103, otro conocido remanente.
En banda de radio, Kesteven 32 presenta una morfología peculiar.
Si bien su cuerpo principal corresponde a un clásico resto de supernova de cáscara, un «jet» parece emerger desde el noreste y se expande en una tenue pluma extendida. La cáscara es más brillante en los bordes noroeste y sureste. Sin embargo, la cáscara y el jet poseen diferentes características de emisión, por lo que se cree que tanto el jet como la pluma probablemente no están relacionados con Kesteven 32.
Kesteven 32 es bastante débil en rayos X debido a una gran absorción interestelar. La morfología en esta región del espectro no es tan distinta de la observada en radio, apreciándose una cáscara rota más brillante en el noroeste. No obstante, la parte brillante en radio al sureste de la carcasa está ausente en las imágenes de rayos X.
Por otra parte, en la región infrarroja también se observa una carcasa o caparazón, si bien es mucho más pequeña y con una morfología diferente, lo que hace pensar que la fuente de infrarrojo no está vinculada con el remanente.
En las proximidades de Kesteven 32 se ha detectado un púlsar de radio joven, PSR 1610-50. Probablemente no está físicamente asociado con Kesteven 32, pues no hay conexión morfológica ni indicaciones del arco de choque que cabría esperar para un púlsar de alta velocidad que ha escapado de un resto de supernova.

## Edad y distancia
La edad de Kesteven 32 es incierta; mientras que algunos estudios le atribuyen una edad de 3000 años, otro considera que su antigüedad es de 7000 (+1600, -1400) años.
En cuanto a la distancia a la que se encuentra, se estima que está a unos 7500 pársecs de la Tierra y se piensa que puede estar asociado al brazo de Norma.